# Principi e parametri
La Teoria dei principi e dei parametri è un quadro teorico interno alla linguistica generativa. La teoria dei principi e dei parametri fu formulata principalmente dai linguisti Noam Chomsky e Howard Lasnik, benché rappresentasse il coronamento di una ricerca che aveva visto la partecipazione di molti altri linguisti. Attualmente, all'inizio del XXI secolo, molti linguisti adottano questo quadro teorico, che è considerato l'indirizzo dominante della linguistica formale.

## Il quadro teorico
L'idea alla base della Teoria dei principi e dei parametri è che la conoscenza sintattica di un individuo sia modellata mediante due meccanismi formali:
- Un insieme finito di principi fondamentali comuni a tutte le lingue; per esempio, il fatto che ogni frase debba avere un soggetto, anche se non pronunciato.
- Un insieme finito di parametri che determinano la variabilità sintattica fra le lingue; per esempio, un parametro binario che determina se il soggetto di una frase debba essere pronunciato (il cosiddetto Parametro del pro-drop).

All'interno di questo quadro teorico, l'obiettivo della linguistica è individuare tutti i principi e i parametri universali comuni al linguaggio umano (detti Grammatica universale). Per questo, ogni tentativo di spiegare la sintassi di una lingua specifica utilizzando un principio o un parametro è verificato sulla base delle prove disponibili in altre lingue. In questo modo, gli strumenti teorici della linguistica generativa vanno continuamente raffinandosi, con l'obiettivo di spiegare la maggiore quantità possibile di variazione sintattica fra le lingue.

## Acquisizione del linguaggio
In questo quadro, i principi e i parametri fanno parte di una Grammatica universale (inglese Universal grammar, UG) geneticamente innata, che tutti gli esseri umani possiedono, a meno di disordini genetici. Pertanto, i principi e i parametri non devono essere appresi mediante esposizione alla lingua. Quest'ultima serve soltanto a spingere i parametri a settarsi (regolarsi) correttamente.

## La Grammatica universale e il cervello
Mediante l'impiego di tecniche di neuroimaging è stato recentemente dimostrato che l'area di Broca, una parte della regione frontale inferiore sinistra del cervello umano, reagisce in maniera selettiva a tutte e sole le lingue che rispettano la Grammatica universale. Per esempio, se si costruisce una lingua artificiale in cui le regole sintattiche si basano sull'ordine lineare delle parole anziché sulla struttura gerarchica dei sintagmi, l'area di Broca non svolge un ruolo attivo nella gestione di tali regole. In tutte le lingue umane, ciò che conta a livello sintattico è la gerarchia e non l'ordine lineare. Un esempio è dato dalla formazione di una domanda a partire da una frase che contiene una copula, come "Andrea è l'amico della ragazza che è seduta di fronte a me". La domanda corrispondente è: "È Andrea l'amico della ragazza che è seduta di fronte a me?" e non *"È Andrea è l'amico della ragazza che seduta di fronte a me?" Questa regola non può essere derivata semplicemente stabilendo che deve essere sollevata la prima forma verbale in ordine lineare. Infatti, in una frase come: "Andrea, che è mio amico, è il cuoco migliore", la regola sarebbe falsificata, perché l'interrogativa corretta è quella in cui si solleva il secondo verbo nell'ordine lineare: *"È Andrea, che mio amico, è il cuoco migliore?" mentre "È Andrea, che è mio amico, il cuoco migliore?" Per sapere quale verbo muovere, occorre affidarsi alla nozione di struttura sintagmatica (distinguendo per esempio la frase matrice dalla frase subordinata, o frase incassata (in questo caso, una relativa), piuttosto che all'ordine lineare delle parole in sequenza. In ultima analisi, solo grazie alle regole di struttura sintagmatica l'area di Broca è in grado di attivarsi.

## Critiche
Le critiche alla Teoria dei principi e dei parametri hanno riguardato soprattutto le sue posizioni sull'acquisizione del linguaggio. Benché il quadro sia accettato dalla maggior parte dei linguisti, è molto discusso fra gli psicologi, gli scienziati cognitivi e i neuroscienziati per la concezione innatista dell'acquisizione del linguaggio. Per esempio, lo psicologo dello sviluppo Michael Tomasello ha affermato che non esistono prove di una conoscenza linguistica innata nei primi enunciati del bambino. 
Un altro oggetto di critica è la natura binaria dei parametri. Per esempio, il linguista Larry Trask sostiene che il sistema del caso ergativo nella lingua basca non costituisce un semplice parametro binario, e che lingue diverse possono avere livelli differenti di ergatività.

## Programma Minimalista
L'influenza della Teoria dei principi e dei parametri è evidente nei lavori dei linguisti che sottoscrivono il Programma Minimalista, il contributo più recente di Noam Chomsky alla linguistica. Questo programma di ricerca si serve di un principio di economia per rendere più efficace la ricerca dei principi e dei parametri universali. I linguisti che fanno parte del programma partono dall'idea che l'uomo utilizzi il sistema più economico possibile nella propria conoscenza sintattica innata. 

## Esempi
Esempi di principi teorizzati: 
- Principio di conservazione della struttura
- Principio di cancellazione delle tracce
- Principio di proiezione

Esempi di parametri teorizzati: 
- Parametro del caso ergativo
- Parametro della direzionalità della testa
- Parametro del mapping nominale
- Parametro del soggetto nullo
- Parametro della polisintesi
- Parametro del pro-drop
- Parametro dei verbi seriali
- Parametro della posizione del soggetto
- Parametro della prominenza del Topic
- Parametro dell'attrazione del verbo